# Liste des députés de la IIe législature de l'Assemblée des représentants du peuple
Cet article donne la liste des députés de la IIe législature de l'Assemblée des représentants du peuple par circonscription.

## Bureau

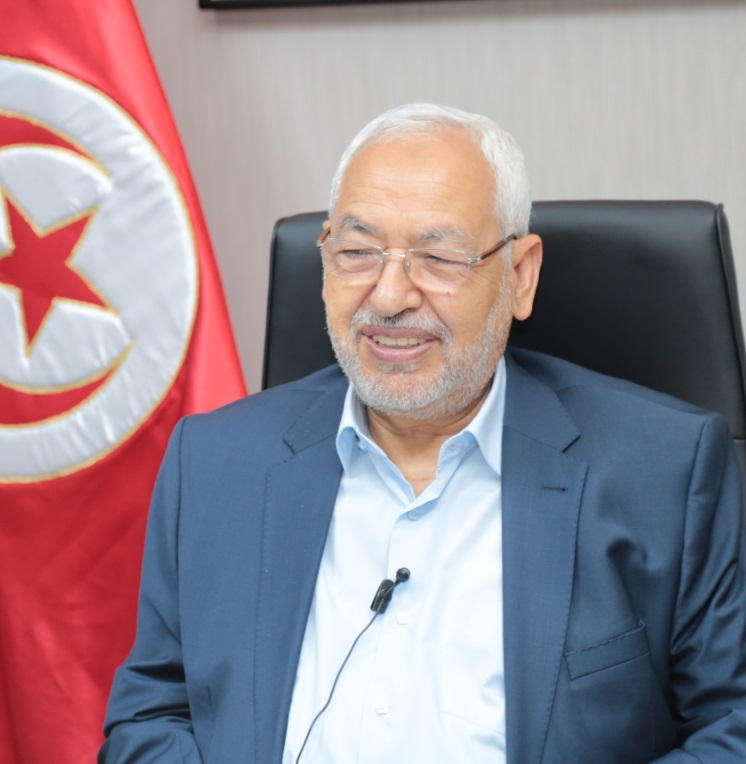
Rached Ghannouchi (Ennahdha), président.
Samira Chaouachi (Au cœur de la Tunisie), première vice-présidente.
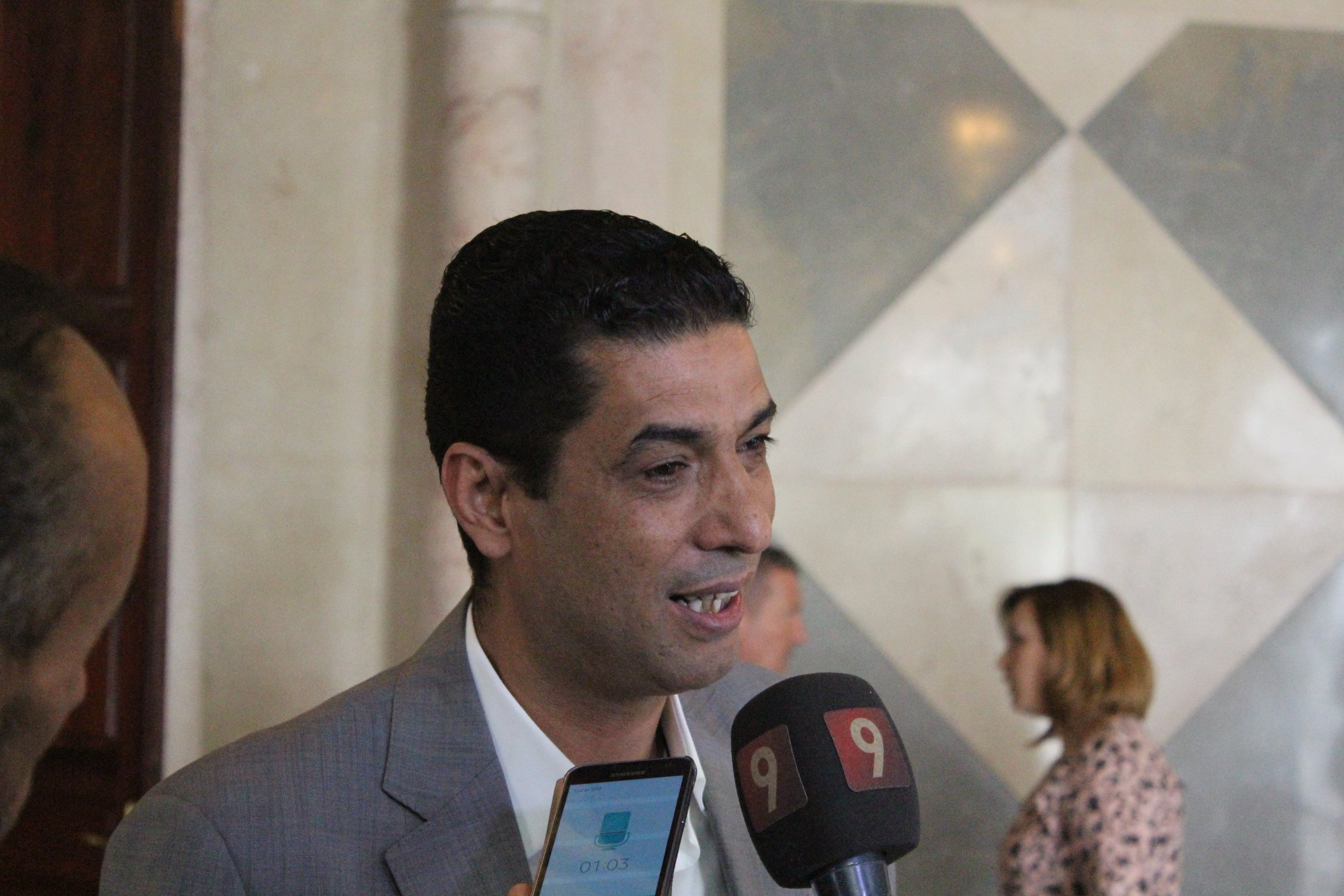
Tarek Fetiti (indépendant), deuxième vice-président.

## Composition par parti ou groupe

### 2019

Ennahdha (54)
Bloc démocrate (41)
Au cœur de la Tunisie (38)
Coalition de la dignité (21)
Parti destourien libre (17)
Réforme nationale (15)
Tahya Tounes (14)
Al Moustakbal (9)
Hors groupe (8)

Le 27 novembre 2019, on annonce la constitution des groupes parlementaires.
| Bloc / parti                      | Bloc / parti            | Sièges |
| --------------------------------- | ----------------------- | ------ |
|                                   | Ennahdha                | 54     |
| Ennahdha                          | 52                      |        |
| Jeunes indépendants               | 1                       |        |
| Al Khir                           | 1                       |        |
|                                   |                         |        |
|                                   | Bloc démocrate          | 41     |
| Courant démocrate                 | 22                      |        |
| Mouvement du peuple               | 15                      |        |
| Parti de la voix des agriculteurs | 1                       |        |
| Front populaire                   | 1                       |        |
| Union démocratique et sociale     | 1                       |        |
| Citoyenneté et développement      | 1                       |        |
|                                   |                         |        |
|                                   | Au cœur de la Tunisie   | 38     |
|                                   |                         |        |
|                                   | Coalition de la dignité | 21     |
|                                   |                         |        |
|                                   | Parti destourien libre  | 17     |
|                                   |                         |        |
|                                   | Réforme nationale       | 15     |
| Machrouu Tounes                   | 4                       |        |
| Nidaa Tounes                      | 3                       |        |
| Al Badil Ettounsi                 | 3                       |        |
| Afek Tounes                       | 2                       |        |
| Aïch Tounsi                       | 1                       |        |
| Retour aux sources                | 1                       |        |
| Siliana nos yeux                  | 1                       |        |
|                                   |                         |        |
|                                   | Tahya Tounes            | 14     |
|                                   |                         |        |
|                                   | Al Moustakbal           | 9      |
| Union populaire républicaine      | 3                       |        |
| Courant de l'amour                | 1                       |        |
| Parti socialiste destourien       | 1                       |        |
| L'Excellence                      | 1                       |        |
| Al Wafa Bel Ahd                   | 1                       |        |
| Ligue verte                       | 1                       |        |
| B'kolna Tounes                    | 1                       |        |
|                                   |                         |        |
|                                   | Aucun bloc              | 8      |
| Errahma                           | 4                       |        |
| Espoir et travail                 | 2                       |        |
| Nous sommes là                    | 1                       |        |
| Badhl wa Ataa                     | 1                       |        |

### 2020
| Bloc / parti                      | Bloc / parti            | Sièges |
| --------------------------------- | ----------------------- | ------ |
|                                   | Ennahdha                | 54     |
| Ennahdha                          | 52                      |        |
| Jeunes indépendants               | 1                       |        |
| Al Khir                           | 1                       |        |
|                                   |                         |        |
|                                   | Bloc démocrate          | 38     |
| Courant démocrate                 | 22                      |        |
| Mouvement du peuple               | 15                      |        |
| Citoyenneté et développement      | 1                       |        |
|                                   |                         |        |
|                                   | Au cœur de la Tunisie   | 30     |
| Au cœur de la Tunisie             | 26                      |        |
| Indépendants                      | 4                       |        |
|                                   |                         |        |
|                                   | Coalition de la dignité | 18     |
| Coalition de la dignité           | 17                      |        |
| Indépendant                       | 1                       |        |
| Ligue verte                       | 1                       |        |
|                                   |                         |        |
|                                   | La Réforme              | 16     |
| Machrouu Tounes                   | 4                       |        |
| Indépendants                      | 3                       |        |
| Al Badil Ettounsi                 | 2                       |        |
| Afek Tounes                       | 2                       |        |
| Aïch Tounsi                       | 1                       |        |
| Retour aux sources                | 1                       |        |
| Siliana nos yeux                  | 1                       |        |
|                                   |                         |        |
|                                   | Parti destourien libre  | 16     |
|                                   |                         |        |
|                                   | Tahya Tounes            | 10     |
|                                   |                         |        |
|                                   | Aucun bloc              | 26     |
| Indépendants                      | 12                      |        |
| Errahma                           | 1                       |        |
| Union démocratique et sociale     | 1                       |        |
| Parti de la voix des agriculteurs | 1                       |        |
| Front populaire                   | 1                       |        |
| Espoir et travail                 | 1                       |        |
| Nous sommes là                    | 1                       |        |
| Badhl wa Ataa                     | 1                       |        |

### 2021
| Bloc / parti                      | Bloc / parti            | Sièges |
| --------------------------------- | ----------------------- | ------ |
|                                   | Ennahdha                | 53     |
| Ennahdha                          | 51                      |        |
| Jeunes indépendants               | 1                       |        |
| Al Khir                           | 1                       |        |
|                                   |                         |        |
|                                   | Bloc démocrate          | 38     |
| Courant démocrate                 | 22                      |        |
| Mouvement du peuple               | 15                      |        |
| Citoyenneté et développement      | 1                       |        |
|                                   |                         |        |
|                                   | Au cœur de la Tunisie   | 28     |
| Au cœur de la Tunisie             | 25                      |        |
| Indépendants                      | 3                       |        |
|                                   |                         |        |
|                                   | Coalition de la dignité | 18     |
| Coalition de la dignité           | 16                      |        |
| Indépendant                       | 1                       |        |
| Ligue verte                       | 1                       |        |
|                                   |                         |        |
|                                   | La Réforme              | 16     |
| Machrouu Tounes                   | 4                       |        |
| Indépendants                      | 3                       |        |
| Al Badil Ettounsi                 | 2                       |        |
| Afek Tounes                       | 2                       |        |
| Aïch Tounsi                       | 1                       |        |
| Retour aux sources                | 1                       |        |
| Siliana nos yeux                  | 1                       |        |
|                                   |                         |        |
|                                   | Parti destourien libre  | 16     |
|                                   |                         |        |
|                                   | Tahya Tounes            | 10     |
|                                   |                         |        |
|                                   | Bloc national           | 9      |
| Indépendants                      | 9                       |        |
|                                   |                         |        |
|                                   |                         |        |
|                                   | Aucun bloc              | 27     |
| Indépendants                      | 12                      |        |
| Errahma                           | 1                       |        |
| Union démocratique et sociale     | 1                       |        |
| Parti de la voix des agriculteurs | 1                       |        |
| Front populaire                   | 1                       |        |
| Espoir et travail                 | 1                       |        |
| Nous sommes là                    | 1                       |        |
| Badhl wa Ataa                     | 1                       |        |

## Composition par circonscription

### Ariana
| Image | Nom                                                  | Parti                                                  | Groupe parlementaire                                        |
| ----- | ---------------------------------------------------- | ------------------------------------------------------ | ----------------------------------------------------------- |
|       | Iyadh Elloumi                                        | Au cœur de la Tunisie                                  | Au cœur de la Tunisie                                       |
|       | Chiraz Echebbi                                       | Indépendante (2021) Au cœur de la Tunisie (2019-2021)  | Hors groupe (2021) Au cœur de la Tunisie (2019-2021)        |
|       | Sahbi Atigue                                         | Ennahdha                                               | Ennahdha                                                    |
|       | Jamila Ksiksi                                        | Indépendante (2021) Ennahdha (2019-2021)               | Hors groupe (2021) Ennahdha (2019-2021)                     |
|       | Awatef Grich (2020-2021) Boubaker Zkhama (2019-2020) | Parti destourien libre                                 | Parti destourien libre                                      |
|       | Nabil Hajji                                          | Courant démocrate                                      | Bloc démocrate                                              |
|       | Abdellatif Aloui                                     | Indépendant (2021) Coalition de la dignité (2019-2021) | Hors groupe (2021) Coalition de la dignité (2019-2021)      |
|       | Ahmed Ben Ayed                                       | Indépendant (2020-2021) Errahma (2019-2020)            | Coalition de la dignité (2020-2021) Hors groupe (2019-2020) |

### Béja
| Image | Nom             | Parti                                                      | Groupe parlementaire                                        |
| ----- | --------------- | ---------------------------------------------------------- | ----------------------------------------------------------- |
|       | Rafik Amara     | Au cœur de la Tunisie                                      | Au cœur de la Tunisie                                       |
|       | Souhir Askri    | Indépendante (2020-2021) Au cœur de la Tunisie (2019-2020) | Bloc national (2020-2021) Au cœur de la Tunisie (2019-2020) |
|       | Mohamed Goumani | Ennahdha                                                   | Ennahdha                                                    |
|       | Ridha Dallai    | Mouvement du peuple                                        | Bloc démocrate                                              |
|       | Mustapha Gharbi | Parti destourien libre                                     | Parti destourien libre                                      |
|       | Hédi Mekni      | Tahya Tounes                                               | Tahya Tounes                                                |

### Ben Arous
| Image | Nom                                                  | Parti                                                     | Groupe parlementaire                                        |
| ----- | ---------------------------------------------------- | --------------------------------------------------------- | ----------------------------------------------------------- |
|       | Noureddine Bhiri                                     | Ennahdha                                                  | Ennahdha                                                    |
|       | Noussayba Ibn Ali                                    | Indépendante (2021) Ennahdha (2019-2021)                  | Hors groupe (2021) Ennahdha (2019-2021)                     |
|       | Amel Ouertatani                                      | Au cœur de la Tunisie                                     | Au cœur de la Tunisie                                       |
|       | Khaled Gassouma                                      | Indépendant (2020-2021) Au cœur de la Tunisie (2019-2020) | Bloc national (2020-2021) Au cœur de la Tunisie (2019-2020) |
|       | Salma Maalej (2020-2021) Ghazi Chaouachi (2019-2020) | Courant démocrate                                         | Bloc démocrate                                              |
|       | Samira Saihi                                         | Parti destourien libre                                    | Parti destourien libre                                      |
|       | Halima Hammami                                       | Coalition de la dignité                                   | Coalition de la dignité                                     |
|       | Sonia Lekhchine                                      | Tahya Tounes                                              | Tahya Tounes                                                |
|       | Jamali Boudhouafa                                    | Union populaire républicaine                              | Al Moustakbal                                               |
|       | Saïd Jaziri                                          | Errahma                                                   | Hors groupe                                                 |

### Bizerte
| Image | Nom               | Parti                                   | Groupe parlementaire                    |
| ----- | ----------------- | --------------------------------------- | --------------------------------------- |
|       | Ghazi Karoui      | Au cœur de la Tunisie                   | Au cœur de la Tunisie                   |
|       | Ibtihej Ben Hlel  | Au cœur de la Tunisie                   | Au cœur de la Tunisie                   |
|       | Samir Dilou       | Indépendant (2021) Ennahdha (2019-2021) | Hors groupe (2021) Ennahdha (2019-2021) |
|       | Emna Ben Hamid    | Ennahdha                                | Ennahdha                                |
|       | Ahmed Mouha       | Coalition de la dignité                 | Coalition de la dignité                 |
|       | Farhat Rajhi      | Courant démocrate                       | Bloc démocrate                          |
|       | Ali Tayachi       | Parti destourien libre                  | Parti destourien libre                  |
|       | Mehdi Ben Gharbia | Tahya Tounes                            | Tahya Tounes                            |
|       | Olfa Terras       | Aïch Tounsi                             | La Réforme                              |

### Gabès
| Image | Nom                         | Parti                                                | Groupe parlementaire                                 |
| ----- | --------------------------- | ---------------------------------------------------- | ---------------------------------------------------- |
|       | Mohamed Zrig                | Ennahdha                                             | Ennahdha                                             |
|       | Kenza Ajala                 | Ennahdha                                             | Ennahdha                                             |
|       | Abdallah Hrizi              | Ennahdha                                             | Ennahdha                                             |
|       | Kamel Habib Farraj          | Mouvement du peuple                                  | Bloc démocrate                                       |
|       | Foued Thameur               | Indépendant (2021) Au cœur de la Tunisie (2019-2021) | Hors groupe (2021) Au cœur de la Tunisie (2019-2021) |
|       | Mohamed Dihaeddine Ben Amor | Courant démocrate                                    | Bloc démocrate                                       |
|       | Hassouna Nasfi              | Machrouu Tounes                                      | La Réforme                                           |

### Gafsa
| Image | Nom            | Parti                         | Groupe parlementaire                               |
| ----- | -------------- | ----------------------------- | -------------------------------------------------- |
|       | Zaineb Brahmi  | Ennahdha                      | Ennahdha                                           |
|       | Haykel Mekki   | Mouvement du peuple           | Bloc démocrate                                     |
|       | Lotfi Ali      | Tahya Tounes                  | Tahya Tounes                                       |
|       | Sofien Toubel  | Au cœur de la Tunisie         | Au cœur de la Tunisie                              |
|       | Ahmed Belgacem | Jeunes indépendants           | Ennahdha                                           |
|       | Tarek Brahmi   | Machrouu Tounes               | La Réforme                                         |
|       | Adnane Hajji   | Union démocratique et sociale | Hors groupe (2020-2021) Bloc démocrate (2019-2020) |

### Jendouba
| Image | Nom                 | Parti                                            | Groupe parlementaire                               |
| ----- | ------------------- | ------------------------------------------------ | -------------------------------------------------- |
|       | Abdelhamid Marzouki | Au cœur de la Tunisie                            | Au cœur de la Tunisie                              |
|       | Chadia Hafsouni     | Au cœur de la Tunisie                            | Au cœur de la Tunisie                              |
|       | Taoufik Zairi       | Indépendant (2021) Ennahdha (2019-2021)          | Hors groupe (2021) Ennahdha (2019-2021)            |
|       | Lotfi Ayadi         | Mouvement du peuple                              | Bloc démocrate                                     |
|       | Mongi Rahoui        | Front populaire                                  | Hors groupe (2020-2021) Bloc démocrate (2019-2020) |
|       | Kamel Aouadi        | Indépendant (2020-2021) Tahya Tounes (2019-2020) | Hors groupe (2020-2021) Tahya Tounes (2019-2020)   |
|       | Nidhal Saoudi       | Coalition de la dignité                          | Coalition de la dignité                            |
|       | Fayçal Tebbini      | Parti de la voix des agriculteurs                | Hors groupe (2020-2021) Bloc démocrate (2019-2020) |

### Kairouan
| Image | Nom                | Parti                                                 | Groupe parlementaire                                          |
| ----- | ------------------ | ----------------------------------------------------- | ------------------------------------------------------------- |
|       | Sayyed Ferjani     | Ennahdha                                              | Ennahdha                                                      |
|       | Farida Labidi      | Ennahdha                                              | Ennahdha                                                      |
|       | Seifeddine Merghni | Au cœur de la Tunisie                                 | Au cœur de la Tunisie                                         |
|       | Sihem Chrigui      | Indépendante (2021) Au cœur de la Tunisie (2019-2021) | Hors groupe (2021) Au cœur de la Tunisie (2019-2021)          |
|       | Maher Zid          | Coalition de la dignité                               | Coalition de la dignité                                       |
|       | Sahbi Smara        | Ligue verte                                           | Coalition de la dignité (2020-2021) Al Moustakbal (2019-2020) |
|       | Nizar Makhloufi    | Courant démocrate                                     | Bloc démocrate                                                |
|       | Tarek Fetiti       | Retour aux sources                                    | La Réforme                                                    |
|       | Khaled Krichi      | Mouvement du peuple                                   | Bloc démocrate                                                |

### Kasserine
| Image | Nom                                                          | Parti                                                                                           | Groupe parlementaire                                                                          |
| ----- | ------------------------------------------------------------ | ----------------------------------------------------------------------------------------------- | --------------------------------------------------------------------------------------------- |
|       | Noureddine Arbaoui                                           | Ennahdha                                                                                        | Ennahdha                                                                                      |
|       | Mohamed Ahmed Dalhoumi                                       | Au cœur de la Tunisie                                                                           | Au cœur de la Tunisie                                                                         |
|       | Ayet Allah Hichri                                            | Union populaire républicaine                                                                    | Al Moustakbal                                                                                 |
|       | Hajer Bouhleli (2021) Mabrouk Khachnaoui (2019-2021, décédé) | Au cœur de la Tunisie (2021) Al Wafa Bel Ahd (2019-2020) puis Au cœur de la Tunisie (2020-2021) | Au cœur de la Tunisie (2021) Al Moustakbal (2019-2020) puis Au cœur de la Tunisie (2020-2021) |
|       | Mohamed Salah Ltifi                                          | Parti socialiste destourien                                                                     | Al Moustakbal                                                                                 |
|       | Kamel Hamzaoui                                               | Tahya Tounes                                                                                    | Tahya Tounes                                                                                  |
|       | Mohamed Zaâbi                                                | L'Excellence                                                                                    | Al Moustakbal                                                                                 |
|       | Ali Hermassi                                                 | Indépendant (2020-2021) Nidaa Tounes (2019-2020)                                                | La Réforme                                                                                    |

### Kébili
| Image | Nom                    | Parti                                            | Groupe parlementaire                             |
| ----- | ---------------------- | ------------------------------------------------ | ------------------------------------------------ |
|       | Belkacem Hassan        | Ennahdha                                         | Ennahdha                                         |
|       | Mahbouba Ben Dhifallah | Ennahdha                                         | Ennahdha                                         |
|       | Zouhair Maghzaoui      | Mouvement du peuple                              | Bloc démocrate                                   |
|       | Habib Ben Sidhom       | Coalition de la dignité                          | Coalition de la dignité                          |
|       | Mekki Zaghdoud         | Indépendant (2020-2021) Tahya Tounes (2019-2020) | Hors groupe (2020-2021) Tahya Tounes (2019-2020) |

### La Manouba
| Image | Nom                   | Parti                                                                        | Groupe parlementaire                                                                       |
| ----- | --------------------- | ---------------------------------------------------------------------------- | ------------------------------------------------------------------------------------------ |
|       | Imed Khemiri          | Ennahdha                                                                     | Ennahdha                                                                                   |
|       | Latifa Habachi        | Ennahdha                                                                     | Ennahdha                                                                                   |
|       | Hassen Belhaj Ibrahim | Indépendant (2020-2021) Au cœur de la Tunisie (2019-2020)                    | Hors groupe (2020-2021) Au cœur de la Tunisie (2019-2020)                                  |
|       | Sofiane Makhloufi     | Courant démocrate                                                            | Bloc démocrate                                                                             |
|       | Rached Khiari         | Mouvement de la souveraineté (2020-2021) Coalition de la dignité (2019-2020) | Hors groupe (décembre 2019-décembre 2021) Coalition de la dignité (novembre-décembre 2019) |
|       | Mouadh Ben Dhiaf      | Indépendant (2020-2021) Errahma (2019-2020)                                  | Hors groupe                                                                                |
|       | Abderrazzek Aouidet   | Mouvement du peuple                                                          | Bloc démocrate                                                                             |

### Le Kef
| Image | Nom                                                           | Parti                                                      | Groupe parlementaire                                        |
| ----- | ------------------------------------------------------------- | ---------------------------------------------------------- | ----------------------------------------------------------- |
|       | Hatem Mliki                                                   | Indépendant (2020-2021) Au cœur de la Tunisie (2019-2020)  | Bloc national (2020-2021) Au cœur de la Tunisie (2019-2020) |
|       | Meriem Laghmani                                               | Indépendante (2020-2021) Au cœur de la Tunisie (2019-2020) | Bloc national (2020-2021) Au cœur de la Tunisie (2019-2020) |
|       | Mongia Boughanmi (2021) Mokhtar Lammouchi (2019-2021, décédé) | Ennahdha                                                   | Ennahdha                                                    |
|       | Hatem Boubakri                                                | Mouvement du peuple                                        | Bloc démocrate                                              |
|       | Amal Saïdi                                                    | Courant démocrate                                          | Bloc démocrate                                              |
|       | Nessrine Lamari                                               | Machrouu Tounes                                            | La Réforme                                                  |

### Mahdia
| Image | Nom                  | Parti                                                      | Groupe parlementaire                                        |
| ----- | -------------------- | ---------------------------------------------------------- | ----------------------------------------------------------- |
|       | Imed Ouled Jebril    | Indépendante (2020-2021) Au cœur de la Tunisie (2019-2020) | Bloc national (2020-2021) Au cœur de la Tunisie (2019-2020) |
|       | Amira Charfeddine    | Indépendante (2020-2021) Au cœur de la Tunisie (2019-2020) | Bloc national (2020-2021) Au cœur de la Tunisie (2019-2020) |
|       | Fathi Belgacem       | Ennahdha                                                   | Ennahdha                                                    |
|       | Samir Hamida         | Ennahdha                                                   | Ennahdha                                                    |
|       | Fadhel Elouej        | Parti destourien libre                                     | Parti destourien libre                                      |
|       | Ezzedine Ferjani     | Indépendant (2021) Coalition de la dignité (2019-2021)     | Hors groupe (2021) Coalition de la dignité (2019-2021)      |
|       | Najmeddine Ben Salem | Courant démocrate                                          | Hors groupe (2021) Bloc démocrate (2019-2021)               |
|       | Haythem Brahem       | Afek Tounes                                                | La Réforme                                                  |

### Médenine
| Image | Nom                    | Parti                                                                        | Groupe parlementaire                                                             |
| ----- | ---------------------- | ---------------------------------------------------------------------------- | -------------------------------------------------------------------------------- |
|       | Amer Larayedh          | Ennahdha                                                                     | Ennahdha                                                                         |
|       | Marwa Ben Tamrout      | Ennahdha                                                                     | Ennahdha                                                                         |
|       | Mohamed Lazhar Errrima | Ennahdha                                                                     | Ennahdha                                                                         |
|       | Hajer Bouzemi          | Ennahdha                                                                     | Ennahdha                                                                         |
|       | Salem Labiadh          | Mouvement du peuple                                                          | Bloc démocrate                                                                   |
|       | Leila Haddad           | Mouvement du peuple                                                          | Bloc démocrate                                                                   |
|       | Faker Chouikhi         | Mouvement de la souveraineté (2020-2021) Coalition de la dignité (2019-2020) | Bloc national (2020-2021) Coalition de la dignité (2019) Hors groupe (2019-2020) |
|       | Mabrouk Korchid        | Indépendant (2020-2021) Tahya Tounes (2019-2020)                             | Hors groupe (2020-2021) Tahya Tounes (2019-2020)                                 |
|       | Naima Mansouri         | Indépendante (2020-2021) Au cœur de la Tunisie (2019-2020)                   | Hors groupe (2020-2021) Au cœur de la Tunisie (2019-2020)                        |

### Monastir
| Image | Nom                | Parti                                                       | Groupe parlementaire                                         |
| ----- | ------------------ | ----------------------------------------------------------- | ------------------------------------------------------------ |
|       | Iyadh Allegue      | Parti destourien libre                                      | Parti destourien libre                                       |
|       | Lamia Jaidane      | Indépendante (2020-2021) Parti destourien libre (2019-2020) | Al Moustakbal (2020-2021) Parti destourien libre (2019-2020) |
|       | Moncef Bou Ghattas | Ennahdha                                                    | Ennahdha                                                     |
|       | Samira Samii       | Ennahdha                                                    | Ennahdha                                                     |
|       | Mohamed Skhiri     | Indépendant (2021) Au cœur de la Tunisie (2019-2021)        | Hors groupe (2021) Au cœur de la Tunisie (2019-2021)         |
|       | Jalal Zayati       | Al Badil Ettounsi                                           | La Réforme                                                   |
|       | Adnen Ben Brahim   | Union populaire républicaine                                | Al Moustakbal                                                |
|       | Lazhar Chemli      | Courant démocrate                                           | Bloc démocrate                                               |
|       | Houcem Moussa      | Mouvement du peuple                                         | Bloc démocrate                                               |

### Nabeul 1
| Image | Nom                | Parti                                                  | Groupe parlementaire                                 |
| ----- | ------------------ | ------------------------------------------------------ | ---------------------------------------------------- |
|       | Moez Belhaj Rhouma | Indépendant (2021) Ennahdha (2019-2021)                | Hors groupe (2021) Ennahdha (2019-2021)              |
|       | Jaouhar Mghirbi    | Indépendant (2021) Au cœur de la Tunisie (2019-2021)   | Hors groupe (2021) Au cœur de la Tunisie (2019-2021) |
|       | Thameur Saad       | Parti destourien libre                                 | Parti destourien libre                               |
|       | Mhamed Bouneni     | Courant démocrate                                      | Bloc démocrate                                       |
|       | Mondher Ben Attia  | Coalition de la dignité                                | Coalition de la dignité                              |
|       | Imen Bettaieb      | Indépendante (2020-2021) Espoir et travail (2019-2020) | Hors groupe                                          |
|       | Marouen Falfel     | Tahya Tounes                                           | Tahya Tounes                                         |

### Nabeul 2
| Image | Nom                                                                                        | Parti                                                     | Groupe parlementaire                                        |
| ----- | ------------------------------------------------------------------------------------------ | --------------------------------------------------------- | ----------------------------------------------------------- |
|       | Zouhair Makhlouf                                                                           | Indépendant (2020-2021) Au cœur de la Tunisie (2019-2020) | Bloc national (2020-2021) Au cœur de la Tunisie (2019-2020) |
|       | Toumi Hamrouni (2021) Meherzia Labidi Maïza (2020-2021, décédée) Ahmed Gaâloul (2019-2020) | Indépendant (2021) Ennahdha (2019-2021)                   | Hors groupe (2021) Ennahdha (2019-2021)                     |
|       | Majdi Boudhina                                                                             | Parti destourien libre                                    | Parti destourien libre                                      |
|       | Walid Jalled                                                                               | Tahya Tounes                                              | Tahya Tounes                                                |
|       | Naceur Boussin                                                                             | Coalition de la dignité                                   | Coalition de la dignité                                     |
|       | Hatem Karoui                                                                               | Courant démocrate                                         | Bloc démocrate                                              |

### Sfax 1
| Image | Nom                  | Parti                   | Groupe parlementaire    |
| ----- | -------------------- | ----------------------- | ----------------------- |
|       | Fathi Ayadi          | Ennahdha                | Ennahdha                |
|       | Fayza Bouhlel        | Ennahdha                | Ennahdha                |
|       | Sameh Damak          | Au cœur de la Tunisie   | Au cœur de la Tunisie   |
|       | Noomane El Euch      | Courant démocrate       | Bloc démocrate          |
|       | Ridha Jaouadi        | Coalition de la dignité | Coalition de la dignité |
|       | Mohamed Affes        | Coalition de la dignité | Coalition de la dignité |
|       | Wissem Chaari        | Parti destourien libre  | Parti destourien libre  |
|       | Abdessalam Ben Amara | Mouvement du peuple     | Bloc démocrate          |

### Sfax 2
| Image | Nom                 | Parti                                                      | Groupe parlementaire                                        |
| ----- | ------------------- | ---------------------------------------------------------- | ----------------------------------------------------------- |
|       | Fayçal Derbel       | Ennahdha                                                   | Ennahdha                                                    |
|       | Mariem Ben Belgacem | Ennahdha                                                   | Ennahdha                                                    |
|       | Safa Ghribi         | Indépendante (2020-2021) Au cœur de la Tunisie (2019-2020) | Bloc national (2020-2021) Au cœur de la Tunisie (2019-2020) |
|       | Mohamed Hsayri      | Au cœur de la Tunisie                                      | Au cœur de la Tunisie                                       |
|       | Awatef Ftirich      | Coalition de la dignité                                    | Coalition de la dignité                                     |
|       | Salem Ktata         | Courant démocrate                                          | Bloc démocrate                                              |
|       | Hajer Neiffer       | Parti destourien libre                                     | Parti destourien libre                                      |
|       | Ali Ben Oun         | Mouvement du peuple                                        | Bloc démocrate                                              |

### Sidi Bouzid
| Image | Nom                 | Parti                                                 | Groupe parlementaire                           |
| ----- | ------------------- | ----------------------------------------------------- | ---------------------------------------------- |
|       | Naoufel Jammali     | Ennahdha                                              | Ennahdha                                       |
|       | Hayet Omri          | Indépendante (2021) Ennahdha (2019-2021)              | Hors groupe (2021) Ennahdha (2019-2021)        |
|       | Nouha Issaoui       | Au cœur de la Tunisie                                 | Au cœur de la Tunisie                          |
|       | Badreddine Gammoudi | Mouvement du peuple                                   | Bloc démocrate                                 |
|       | Amin Missaoui       | Coalition de la dignité                               | Coalition de la dignité                        |
|       | Issam Bargougi      | Courant de l'amour                                    | Al Moustakbal                                  |
|       | Lasaâd Hajlaoui     | Courant démocrate                                     | Bloc démocrate                                 |
|       | Fayçal Tahri        | Indépendant (2020-2021) Al Badil Ettounsi (2019-2020) | Hors groupe (2020-2021) La Réforme (2019-2020) |

### Siliana
| Image | Nom                     | Parti                                                     | Groupe parlementaire                                        |
| ----- | ----------------------- | --------------------------------------------------------- | ----------------------------------------------------------- |
|       | Belgacem Daraji         | Ennahdha                                                  | Ennahdha                                                    |
|       | Mohamed Mourad Hamzaoui | Indépendant (2020-2021) Au cœur de la Tunisie (2019-2020) | Bloc national (2020-2021) Au cœur de la Tunisie (2019-2020) |
|       | Kheireddine Zahi        | Badhl wa Ataa                                             | Hors groupe                                                 |
|       | Ayachi Zammel           | Indépendant (2020-2021) Tahya Tounes (2019-2020)          | Hors groupe (2020-2021) Tahya Tounes (2019-2020)            |
|       | Abderrazek Hosni        | Parti destourien libre                                    | Parti destourien libre                                      |
|       | Hatem Mensi             | Siliana dans nos yeux                                     | La Réforme                                                  |

### Sousse
| Image | Nom                   | Parti                                                      | Groupe parlementaire                                                                       |
| ----- | --------------------- | ---------------------------------------------------------- | ------------------------------------------------------------------------------------------ |
|       | Zied Ladhari          | Ennahdha                                                   | Ennahdha                                                                                   |
|       | Wafa Attia            | Ennahdha                                                   | Ennahdha                                                                                   |
|       | Ridha Charfeddine     | Indépendant (2020-2021) Au cœur de la Tunisie (2019-2020)  | Bloc national (2020-2021) Au cœur de la Tunisie (2019-2020)                                |
|       | Samira Baizik Slama   | Indépendante (2020-2021) Au cœur de la Tunisie (2019-2020) | Bloc national (2020-2021) Au cœur de la Tunisie (2019-2020)                                |
|       | Mohamed Karim Krifa   | Parti destourien libre                                     | Parti destourien libre                                                                     |
|       | Ridha Zaghmi          | Courant démocrate                                          | Bloc démocrate                                                                             |
|       | Miled Ben Dali        | Coalition de la dignité                                    | Hors groupe (décembre 2019-décembre 2021) Coalition de la dignité (novembre-décembre 2019) |
|       | Houssine Jenayah      | Tahya Tounes                                               | Tahya Tounes                                                                               |
|       | Hafedh Zouari         | Al Badil Ettounsi                                          | La Réforme                                                                                 |
|       | Mohamed Sadok Gahbich | Afek Tounes                                                | La Réforme                                                                                 |

### Tataouine
| Image | Nom            | Parti                   | Groupe parlementaire    |
| ----- | -------------- | ----------------------- | ----------------------- |
|       | Béchir Khélifi | Ennahdha                | Ennahdha                |
|       | Jamila Jouini  | Ennahdha                | Ennahdha                |
|       | Fateh Khélifi  | Coalition de la dignité | Coalition de la dignité |
|       | Souhaïb Wadhen | Machrouu Tounes         | La Réforme              |

### Tozeur
| Image | Nom                                                  | Parti                                            | Groupe parlementaire |
| ----- | ---------------------------------------------------- | ------------------------------------------------ | -------------------- |
|       | Bechr Chebbi                                         | Ennahdha                                         | Ennahdha             |
|       | Chokri Dhouïbi                                       | Citoyenneté et développement                     | Bloc démocrate       |
|       | Mohsen Arfaoui                                       | Mouvement du peuple                              | Bloc démocrate       |
|       | Nouha Jelabi (2020-2021) Ali Hafsi Jeddi (2019-2020) | Indépendant (2020-2021) Nidaa Tounes (2019-2020) | La Réforme           |

### Tunis 1
| Image | Nom                 | Parti                                        | Groupe parlementaire    |
| ----- | ------------------- | -------------------------------------------- | ----------------------- |
|       | Rached Ghannouchi   | Ennahdha                                     | Ennahdha                |
|       | Yamina Zoghlami     | Ennahdha                                     | Ennahdha                |
|       | Samira Chaouachi    | Au cœur de la Tunisie                        | Au cœur de la Tunisie   |
|       | Oussama Khelifi     | Au cœur de la Tunisie                        | Au cœur de la Tunisie   |
|       | Samia Abbou         | Courant démocrate                            | Bloc démocrate          |
|       | Seifeddine Makhlouf | Coalition de la dignité                      | Coalition de la dignité |
|       | Néji Jarrahi        | Parti destourien libre                       | Parti destourien libre  |
|       | Salwa Ben Aïcha     | Indépendante (2020-2021) Errahma (2019-2020) | Hors groupe             |
|       | Mustapha Ben Ahmed  | Tahya Tounes                                 | Tahya Tounes            |

### Tunis 2
| Image | Nom                | Parti                   | Groupe parlementaire    |
| ----- | ------------------ | ----------------------- | ----------------------- |
|       | Mounir Balti Hamdi | Au cœur de la Tunisie   | Au cœur de la Tunisie   |
|       | Meriem Saïdi       | Au cœur de la Tunisie   | Au cœur de la Tunisie   |
|       | Abir Moussi        | Parti destourien libre  | Parti destourien libre  |
|       | Aroua Ben Abbas    | Ennahdha                | Ennahdha                |
|       | Hichem Ajbouni     | Courant démocrate       | Bloc démocrate          |
|       | Hichem Ben Ahmed   | Tahya Tounes            | Tahya Tounes            |
|       | Safi Saïd          | Nous sommes là          | Hors groupe             |
|       | Yosri Daly         | Coalition de la dignité | Coalition de la dignité |

### Zaghouan
| Image | Nom                   | Parti                                                | Groupe parlementaire                                 |
| ----- | --------------------- | ---------------------------------------------------- | ---------------------------------------------------- |
|       | Abdelmajid Ammar      | Ennahdha                                             | Ennahdha                                             |
|       | Jédidi Sboui          | Indépendant (2021) Au cœur de la Tunisie (2019-2021) | Hors groupe (2021) Au cœur de la Tunisie (2019-2021) |
|       | Fakhreddine Chabchoub | Indépendant (2020-2021) Nidaa Tounes (2019-2020)     | La Réforme                                           |
|       | Ahmed Seghaïer        | Parti destourien libre                               | Parti destourien libre                               |
|       | Chokri Belhadj Amara  | Al Khir                                              | Ennahdha                                             |

### Étranger

#### Allemagne
| Image | Nom              | Parti    | Groupe parlementaire |
| ----- | ---------------- | -------- | -------------------- |
|       | Moussa Ben Ahmed | Ennahdha | Ennahdha             |

#### Amériques et reste de l'Europe
| Image | Nom             | Parti                                    | Groupe parlementaire                    |
| ----- | --------------- | ---------------------------------------- | --------------------------------------- |
|       | Rabeb Ben Latif | Indépendante (2021) Ennahdha (2019-2021) | Hors groupe (2021) Ennahdha (2019-2021) |
|       | Mounira Ayari   | Courant démocrate                        | Bloc démocrate                          |

#### France 1
| Image | Nom            | Parti                                                      | Groupe parlementaire                                      |
| ----- | -------------- | ---------------------------------------------------------- | --------------------------------------------------------- |
|       | Sayida Ounissi | Ennahdha                                                   | Ennahdha                                                  |
|       | Lilia Bellil   | Indépendante (2020-2021) Au cœur de la Tunisie (2019-2020) | Hors groupe (2020-2021) Au cœur de la Tunisie (2019-2020) |
|       | Zied Ghanney   | Courant démocrate                                          | Bloc démocrate                                            |
|       | Yassine Ayari  | Espoir et travail                                          | Hors groupe                                               |
|       | Omar Ghribi    | Coalition de la dignité                                    | Coalition de la dignité                                   |

#### France 2
| Image | Nom               | Parti                   | Groupe parlementaire    |
| ----- | ----------------- | ----------------------- | ----------------------- |
|       | Néji Jmal         | Ennahdha                | Ennahdha                |
|       | Fares Blel        | Au cœur de la Tunisie   | Au cœur de la Tunisie   |
|       | Zied Hechmi       | Coalition de la dignité | Coalition de la dignité |
|       | Zeineb Essfari    | Parti destourien libre  | Parti destourien libre  |
|       | Anouar Ben Chahed | Courant démocrate       | Bloc démocrate          |

#### Italie
| Image | Nom                | Parti             | Groupe parlementaire |
| ----- | ------------------ | ----------------- | -------------------- |
|       | Oussama Sghaier    | Ennahdha          | Ennahdha             |
|       | Salem Ben Abdelali | B'kolna Tounes    | Al Moustakbal        |
|       | Majdi Karbai       | Courant démocrate | Bloc démocrate       |

#### Monde arabe et reste du monde
| Image | Nom            | Parti                                            | Groupe parlementaire                          |
| ----- | -------------- | ------------------------------------------------ | --------------------------------------------- |
|       | Maher Madhioub | Ennahdha                                         | Ennahdha                                      |
|       | Mohamed Ammar  | Indépendant (2021) Courant démocrate (2019-2021) | Hors groupe (2021) Bloc démocrate (2019-2021) |